# Великое (Ленинградская область)
Великое (до 1948 — Тапиола, фин. Tapiola) — посёлок  в Селезнёвском сельском поселении Выборгского района Ленинградской области.

## Название
По решению исполкома Тапиольского сельсовета от 16 октября 1947 года населённому пункту Тапиола было присвоено наименование Великое Село, которое окончательно было утверждено в форме Великое.
Переименование было закреплено указом Президиума ВС РСФСР от 13 января 1949 года.

## История

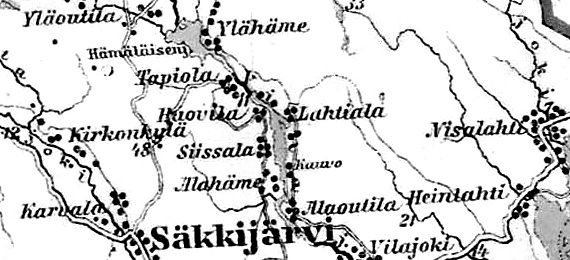
Деревня Тапиола на финской карте 1923 года

До 1939 года деревня Тапиола, как часть большой деревни Ала Хяме (Нижнее Хяме), входила в состав волости Сяккиярви Выборгской губернии Финляндской республики.
С 1 декабря 1940 года по 31 октября 1944 года — в составе Карело-Финской ССР.
С 1 августа 1941 года по 30 июня 1944 года — финская оккупация. 
С 1 ноября 1944 года в составе Тапиольского сельсовета Выборгского района.
С 1 октября 1948 года в составе Андреевского сельсовета. В ходе укрупнения к деревне Тапиола были присоединены соседние селения Сийссала и Хуовила, ранее входившие в состав деревни Ала Хяме.
С 1 января 1949 года учитывается административными данными как деревня Великое.
С 1 декабря 1965 года в составе Кондратьевского сельсовета. В 1965 году население деревни составляло 167 человек.
Согласно административным данным 1966, 1973 и 1990 годов посёлок Великое входил в состав Кондратьевского сельсовета.
В 1997 году в посёлке Великое Кондратьевской волости проживали 109 человек, в 2002 году — 126 человек (русские — 89 %).
В 2007 году в посёлке Великое Селезнёвского СП проживали 79 человек, в 2010 году — 93 человека.

## География
Посёлок находится в западной части района на автодороге 41К-430 (подъезд к пос. Великое).
Расстояние до административного центра поселения — 22 км. 
Расстояние до ближайшей железнодорожной станции Пригородная — 30 км.
Посёлок находится на западном берегу озера Великое.

## Демография
| 2007 | 2010 | 2017 | 2021 |
| ---- | ---- | ---- | ---- |
| 79   | ↗93  | ↗97  | ↗104 |

## Улицы
Балтийский проезд, Верхняя, Луговая, Озерная, Садовая, Солнечная, Тенистая, Травный проезд, Хвойная, Хуторская, Хуторской проезд, Цветочный проезд, Центральная.